# Zapteryx xyster
Zapteryx xyster is een vissensoort uit de familie van de Trygonorrhinidae. De wetenschappelijke naam van de soort is voor het eerst geldig gepubliceerd in 1896 door Jordan & Evermann.

## Verspreiding
De Zapteryx xyster komt voor in de wateren van Colombia, Costa Rica en Panama. Zijn natuurlijke habitat bestaat uit koraalriffen.